# Happy End (2017)
Happy End is een Frans-Oostenrijks-Duitse dramafilm uit 2017 die geschreven en geregisseerd werd door Michael Haneke. De hoofdrollen worden vertolkt door Isabelle Huppert, Jean-Louis Trintignant en Mathieu Kassovitz.

## Verhaal
De film volgt de welgestelde familie Laurent, die actief is in de bouwsector. De familie woont in Calais, waar de Europese vluchtelingencrisis sterk voel- en zichtbaar is. Aan het hoofd van de familie staat de oude patriarch Georges, die graag zijn leven zou beëindigen. Anne en Thomas zijn zijn volwassen kinderen. Zijn dochter Anne staat aan het hoofd van het familiebedrijf en heeft geen goede relatie met haar zoon Pierre, die erg begaan is met de vluchtelingensituatie. Ze is verloofd met de Engelstalige zakenman Lawrence.
Thomas, de broer van Anne, is aan zijn tweede huwelijk toe en leidt een ontrouw dubbelleven. Hij heeft een tienerdochter, Eve, die gedesillusioneerd door het leven wandelt. Na de overdosis van haar biologische moeder wordt het meisje verplicht om in te trekken bij haar overspelige vader en stiefmoeder.

## Rolverdeling
| Acteur                 | Personage         |
| ---------------------- | ----------------- |
| Isabelle Huppert       | Anne Laurent      |
| Jean-Louis Trintignant | Georges Laurent   |
| Mathieu Kassovitz      | Thomas Laurent    |
| Fantine Harduin        | Eve Laurent       |
| Franz Rogowski         | Pierre Laurent    |
| Toby Jones             | Lawrence Bradshaw |
| Laura Verlinden        | Anaïs Laurent     |

## Productie
In de zomer van 2015 liet regisseur Michael Haneke het project Flashmob vallen om zich op een nieuwe film, die zich in Frankrijk zou afspelen, te kunnen focussen. Eind december 2015 raakte bekend dat Haneke voor het nieuwe project opnieuw zou samenwerken met Isabelle Huppert en Jean-Louis Trintignant, met wie hij enkele jaren eerder ook het Oscarwinnende Amour (2012) had gefilmd. In juni 2016 werd ook Mathieu Kassovitz aan de cast toegevoegd.
De opnames van Happy End gingen op 27 juni 2016 van start in Calais en eindigden in augustus 2016.
Op 22 mei 2017 ging Happy End in première op het filmfestival van Cannes. De film kreeg overwegend positieve recensies. Op Rotten Tomatoes heeft de film een waarde van 67% en een gemiddelde score van 7,7/10, gebaseerd op 30 recensies. Op Metacritic heeft de film een gemiddelde score van 75/100, gebaseerd op 13 recensies.
De film werd geselecteerd als Oostenrijkse inzending voor de beste niet-Engelstalige film voor de 90ste Oscaruitreiking.

## Trivia
- In Happy End verschijnt Isabelle Huppert voor de vierde keer in het filmuniversum van filmauteur Michael Haneke. Daarvoor vertolkte ze de titelrol in het drama La Pianiste (2001). In het post-apocalyptische drama Le Temps du loup (2003) speelde ze de moeder van een gezin dat vaststelt dat een ander (gewelddadig) gezin zijn intrek heeft genomen in hun buitenverblijf. In het ouderdomsdrama Amour (2012) was ze voor de eerste keer de dochter van Jean-Louis Trintignant. Trintignant en Huppert hadden in 1981 al een filmkoppel gevormd in het drama Eaux profondes.